# Daniel Revallier
Pour les articles homonymes, voir Revallier.
Pas d'image ? Cliquez ici

a Compétitions nationales et continentales officielles uniquement.

b Matchs officiels uniquement.
Dernière mise à jour le 22 juin 2024.
Daniel Revallier (dit Sam), né le 20 août 1948 à Rabastens (Tarn), est un joueur français de rugby à XV, de 1,88 mètre pour 119 kg, deuxième ligne du SC Graulhet.

## Biographie
Il débute à 14 ans comme lanceur de marteau au Toulouse CMS où il sera champion des Pyrénées avec 53 mètres. Puis à 20 ans, il découvre le rugby à Rabastens. En 1969, il signe à Gaillac. En 1979, il joue au SC Graulhet où il sera associé parfois à son fils en fin de carrière, puis une saison au Toulouse OEC en 1988, une autre à Lavaur en 1989, puis re-signe à Gaillac de 1990 à 1994.
Il fut international sur le tard, à 32 ans. Doté d'une puissance de percussion exceptionnelle, il fut déterminant dans le tournoi de l’édition 1981, ponctué par un Grand Chelem et avec la tournée en Australie, et ne démérita pas durant l’année 1982. Il connaît 14 sélections avec l'équipe de France en deuxième ligne.
À 46 ans, il est victime d'un grave accident qui le rend paraplégique. Après avoir fermé sa discothèque à 7 heures du matin, il se déplace en car avec l'équipe de rugby de Gaillac. Fatigué, il dort dans la soute à bagage du car quand l'accident survient. C'est le 1er octobre 1994, et sa licence/assurance de rugby était valable jusqu'au 30 septembre. Il ne l'avait pas renouvelé. N’importe quoi ! Sam a été blessé au cours d’un match de bienfaisance et certainement pas dans un accident de car !
Du jour au lendemain, il se retrouve dépendant, ruiné, obligé de vendre sa maison. 
Le monde du rugby lui permet de remonter la pente. Il entraîne l'équipe du Lycée Agricole Fonlabour d'Albi qui sera champion de France 1997 et 1998. En 1998, il organise son jubilé, debout ! Il s'occupe ensuite des Juniors de Graulhet qui seront champions de France 2000, puis des Cadets de Viry Chatillon l'année suivante. 
En 2002, il achète l'« Hôtel de Paris » à Gaillac pour en faire un hôtel à caractère social qui abrite pour 140 euro par mois maximum des nécessiteux venus de tout le pays. Il travaille avec le Secours Catholique, la congrégation Emilie de Vialar, la Croix Rouge, l'Assistance sociale et pénitentiaire. Depuis près de dix ans, il s'occupe 7 jours sur 7, de résoudre sans répit tous les problèmes des locataires de son hôtel.
Il est marié à Marie-Jo depuis 1967 avec qui il a eu trois enfants : Jean-Philippe Revallier, Yannick et Jordi (joueur du SC Graulhet).
Son père quant à lui avait été 3e du lancer du marteau, lors d'un championnat de France.

## Palmarès

### En club
- Championnat de France de première division :
  - Demi-finaliste (1) : 1986

### En équipe nationale
- Grand Chelem en 1981 (3e de l’histoire)
- 14 sélections en équipe de France A, de 1980 à 1982
- Tournée en Australie en 1981